# Paramount Channel
Paramount Network – kanał telewizyjny należący do Paramount Networks EMEAA, emitujący filmy wytwórni Paramount Pictures. Obecnie stacja nadaje m.in. w Hiszpanii, Francji, Rosji, na Węgrzech oraz w kilku krajach latynoamerykańskich. W Polsce stacja wystartowała 19 marca 2015 roku na miejsce kanału Viacom Blink!. W 2022 stacja zmieniła nazwę z Paramount Channel na Paramount Network
Kanał nadaje wyłącznie amerykańskie filmy. Głównie klasyczne kino, ale także nowsze filmy. Oferta programowa stacji obejmuje wiele gatunków filmowych: horror, thriller, dramat, komedia, kino akcji, biografie, muzyczny, kino familijne, filmy animowane. Paramount Channel HD oferuje filmy wyłącznie w jakości HD/Blu-ray.